# کازاشکو
کازاشکو (به بلغاری: Kazashko) یک منطقهٔ مسکونی در بلغارستان است که در شهرستان وارنا واقع شده‌است.
 کازاشکو  ۳۴۹ نفر جمعیت دارد و ۱ متر بالاتر از سطح دریا واقع شده‌است.